# Erwin Schrott

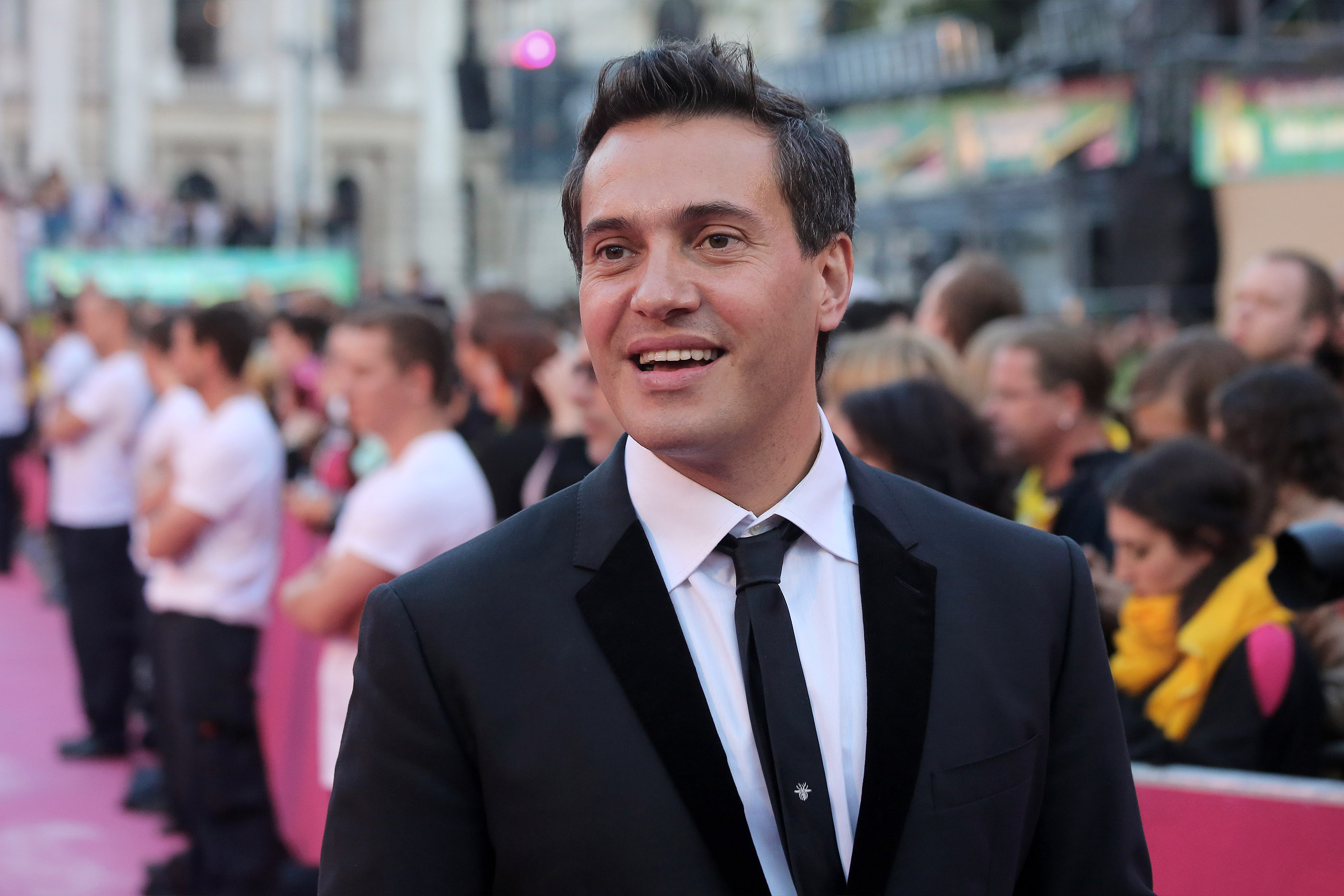
Erwin Schrott na „magenta carpet“, Life Ball 2013

Erwin Esteban Schrott Baladon (* 21. prosinec 1972 Montevideo, Uruguay) je uruguayský basbarytonista. Od roku 2010 má také občanství Španělského království.

## Život a umělecká činnost
Erwin Schrott se narodil v montevidejské čtvrti La Comercial do dělnické rodiny s německými kořeny. Ve 22 letech debutoval v Montevideu v roli Rouchera v Giordanově opeře Andrea Chénier a brzy poté již zpíval hlavní role v Teatro Municipal v Santiago de Chile, mj. role Timura v Turandot, Sparafucileho v Rigolettovi či Ramphise v Aidě. V Royal Opera House Covent Garden zpíval titulní roli v Mozartově Figarově svatbě.
V roce 1999 se proslavil celosvětově, když získal 1. cenu publika i poroty na soutěži Operalia.
Zpěvák je pravidelným hostem velkých operních scén: např. Wiener Staatsoper, Los Angeles Opera, Metropolitní opeře New York, Royal Opera House London, Teatro San Carlo Napoli, Opernhaus Zürich, nebo milánské Scale, Opéra national de Paris (kde v červnu 2011 ztvárnil roli Figara v Mozartově Figarově svatbě). V Salcburku debutoval v roce 2008 na Salcburském festivalu po boku Dorothey Röschmann, Jekatěriny Siuriny, Matthewa Polenzaniho a Annette Daschové, jako Leporello v Mozartově Donu Giovannim.

## Soukromý život
Schrott byl do roku 2013 životním partnerem ruské sopranistky Anny Netrebko. 5. září 2008 se jim narodil syn, jemuž dali jméno „Tiago Aruã“. „Tiago“ je starší španělská podoba jména „Jakub“. Druhé jméno „Aruã“ pochází z  jazyka kmene Charrúa a znamená „drahý“ a „milý“. Schrott má ještě dceru Laru (* 1998) z předchozího vztahu.